# قیچی باغبانی

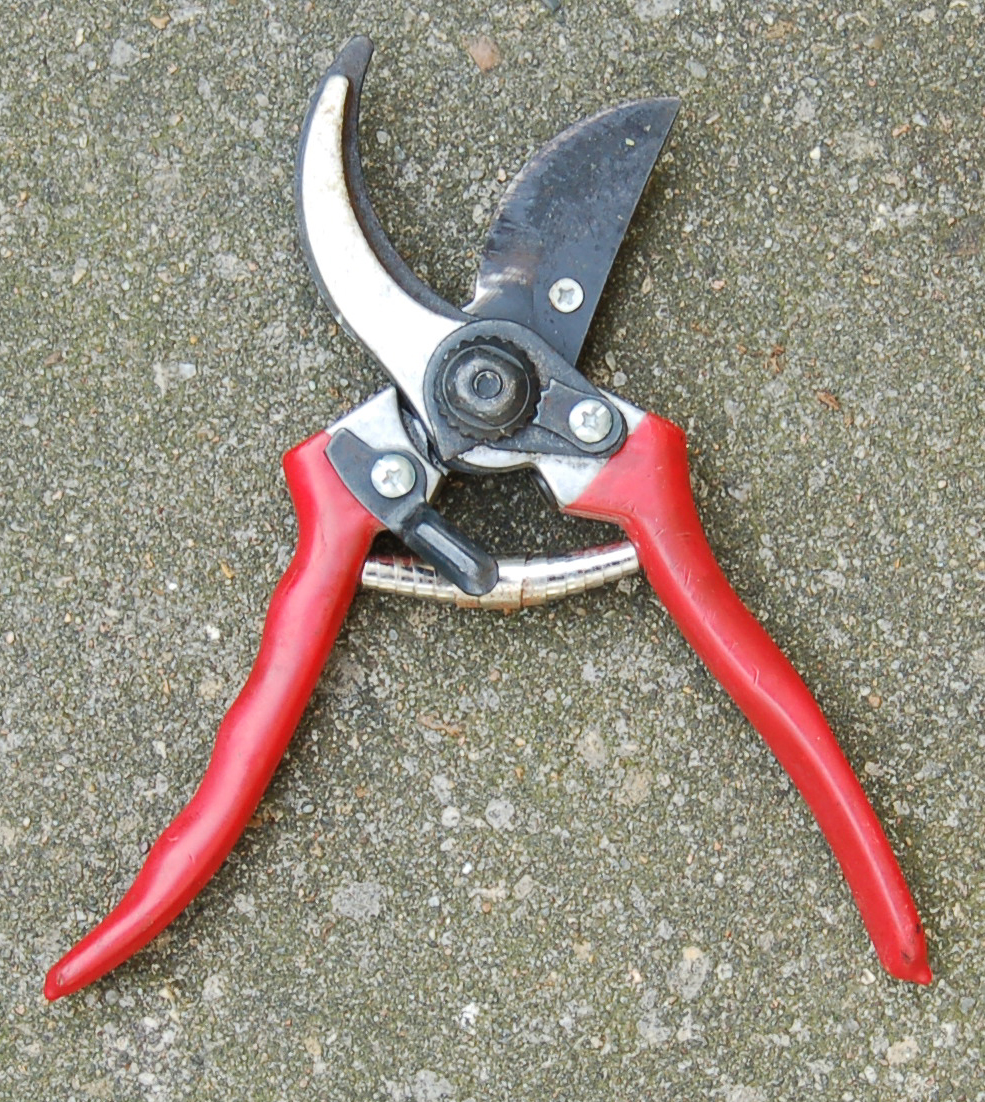
قیچی باغبانی

قیچی باغبانی ابزار پر کاربرد برای کسانی است که با گل و گیاه در ارتباط هستند. این قیچی برای قطع سر شاخه‌ها و کارهای ضروری به کار می‌رود. برخی از آن‌ها دارای دسته بلندی است که با آن می‌توان سر شاخه‌ها را قطع کرد ولی در هر حال یک تیغه آن باید باریک و کاملاً تیز باشد.